# Lago de Chalain

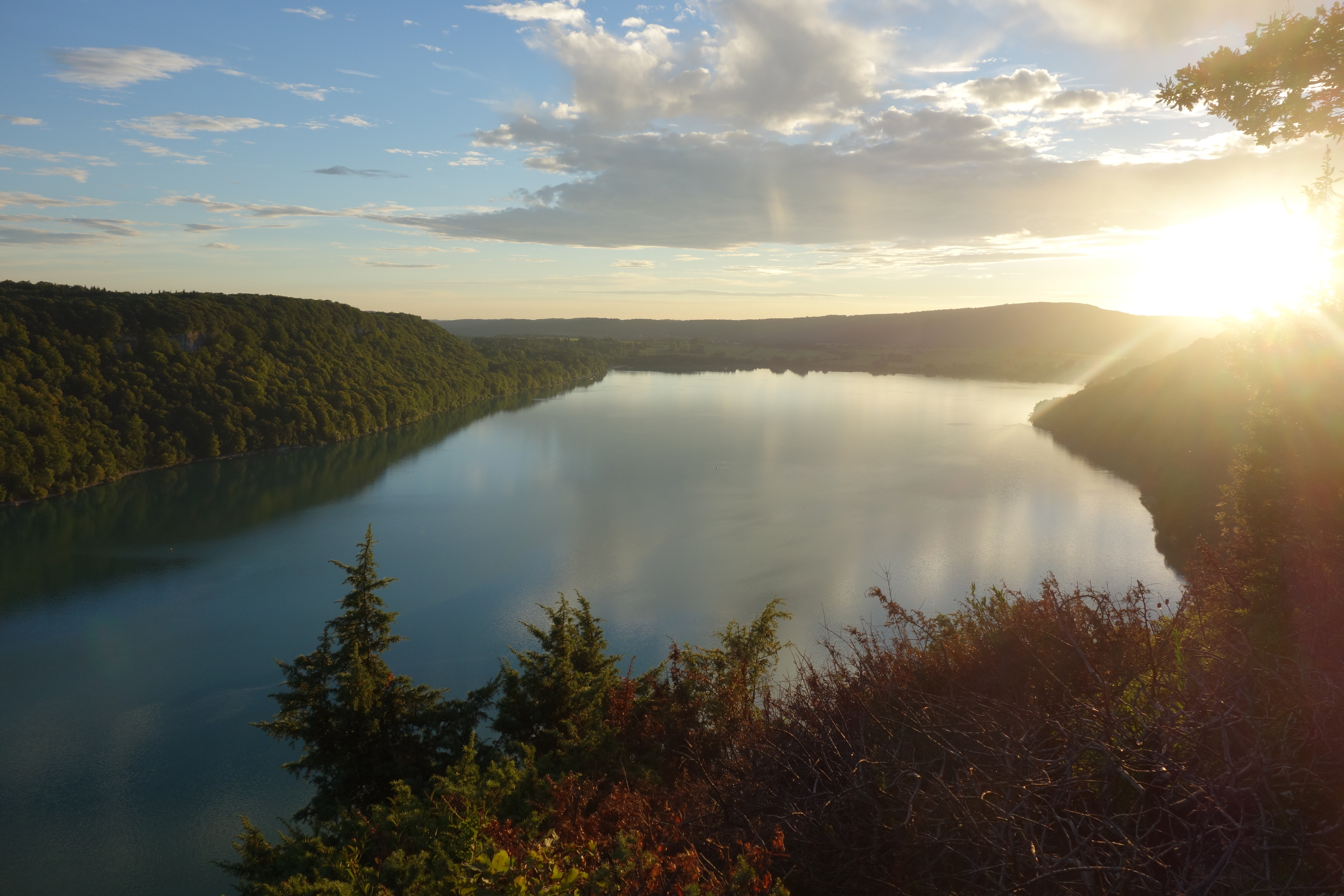
Lago de Chalain

El lago de Chalain es un lago natural de Francia. Se encuentra situado en término municipal de Fontenu, en el  departamento de Jura (cantón de Clairvaux-les-Lacs), a 30 kilómetros de Lons-le-Saunier y 15 de Champagnole. Es el séptimo lago natural más grande de Francia.

## Galería de imágenes

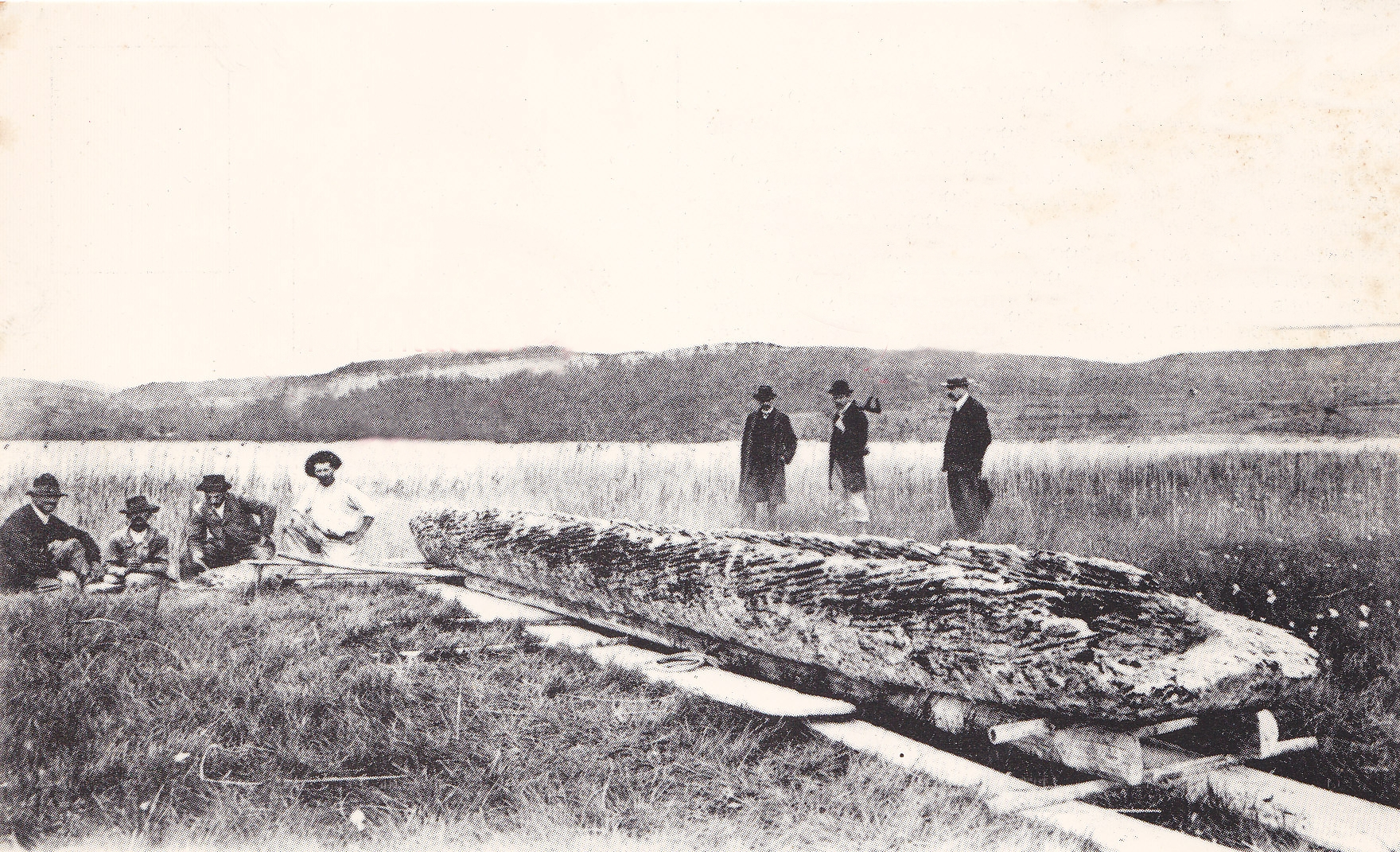
Descubrimiento de la "piragua de Chalain" en 1904.
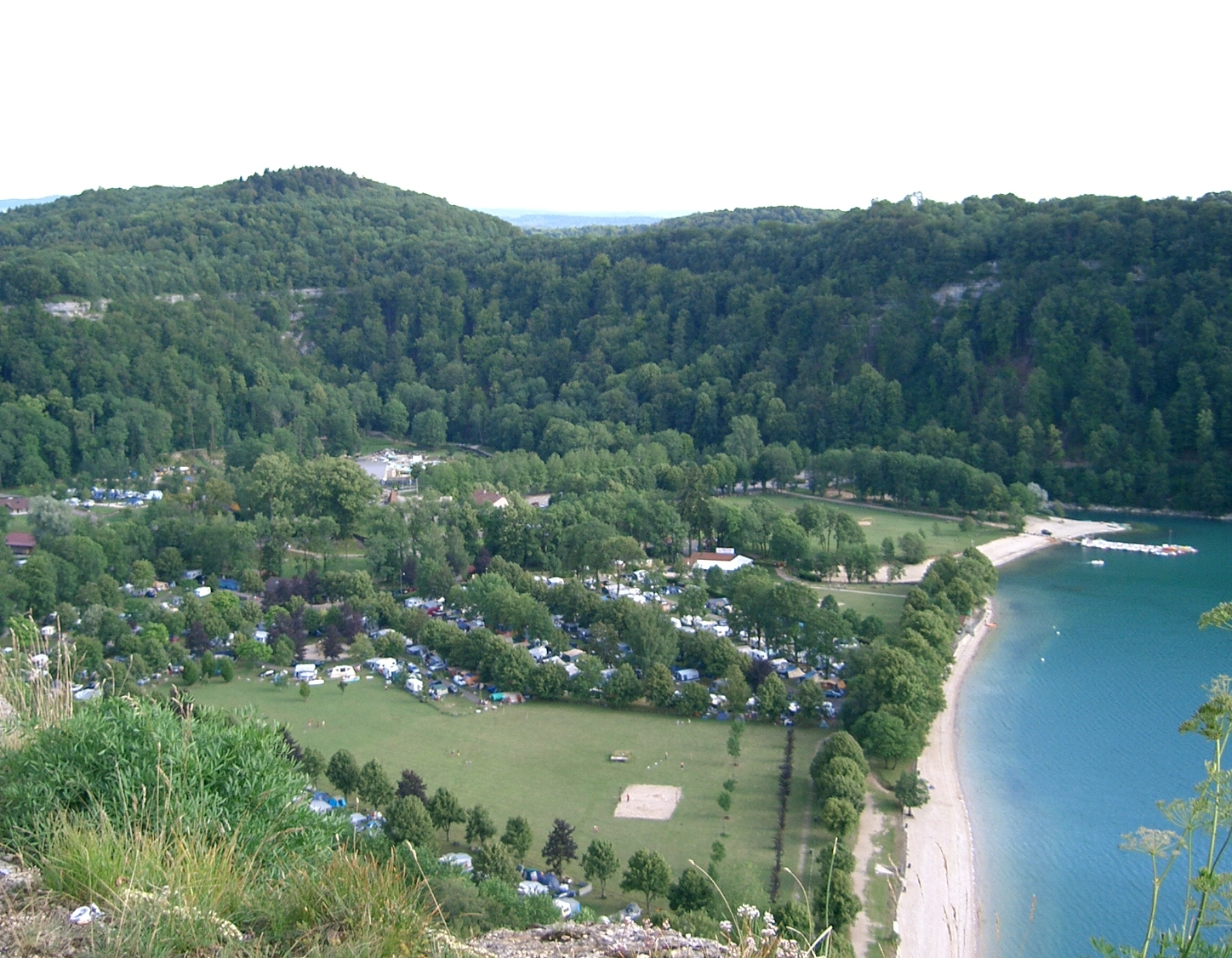
Playa del lago de Chalain.
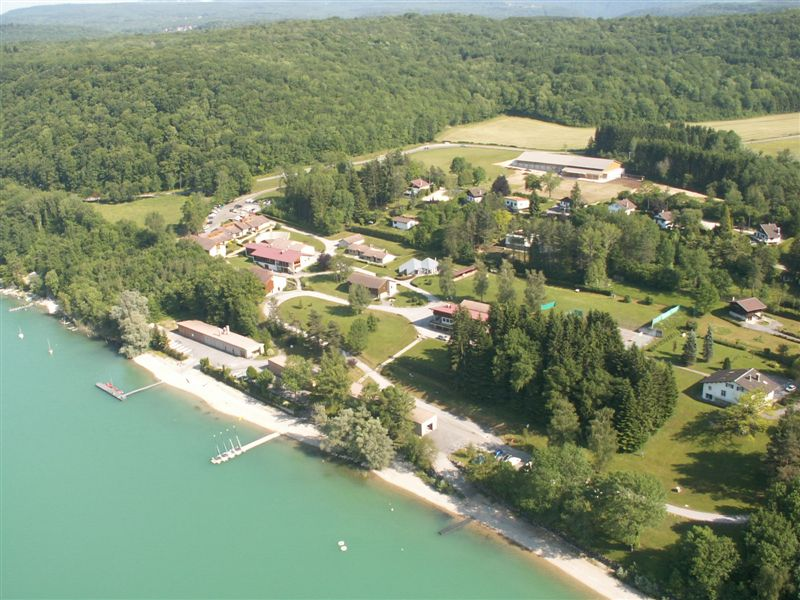
Playa del lago de Chalain.
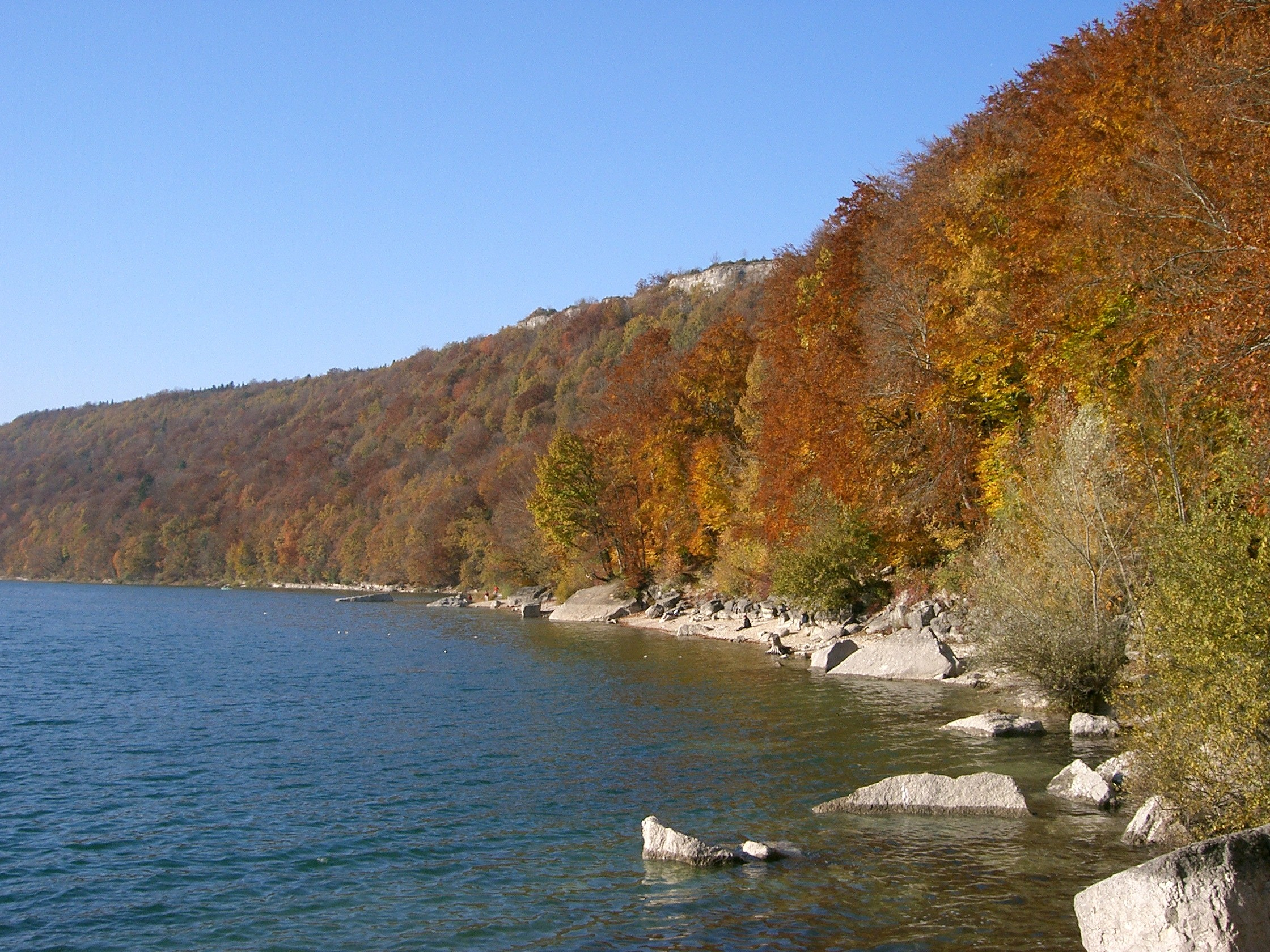
El lago de Chalain en otoño.
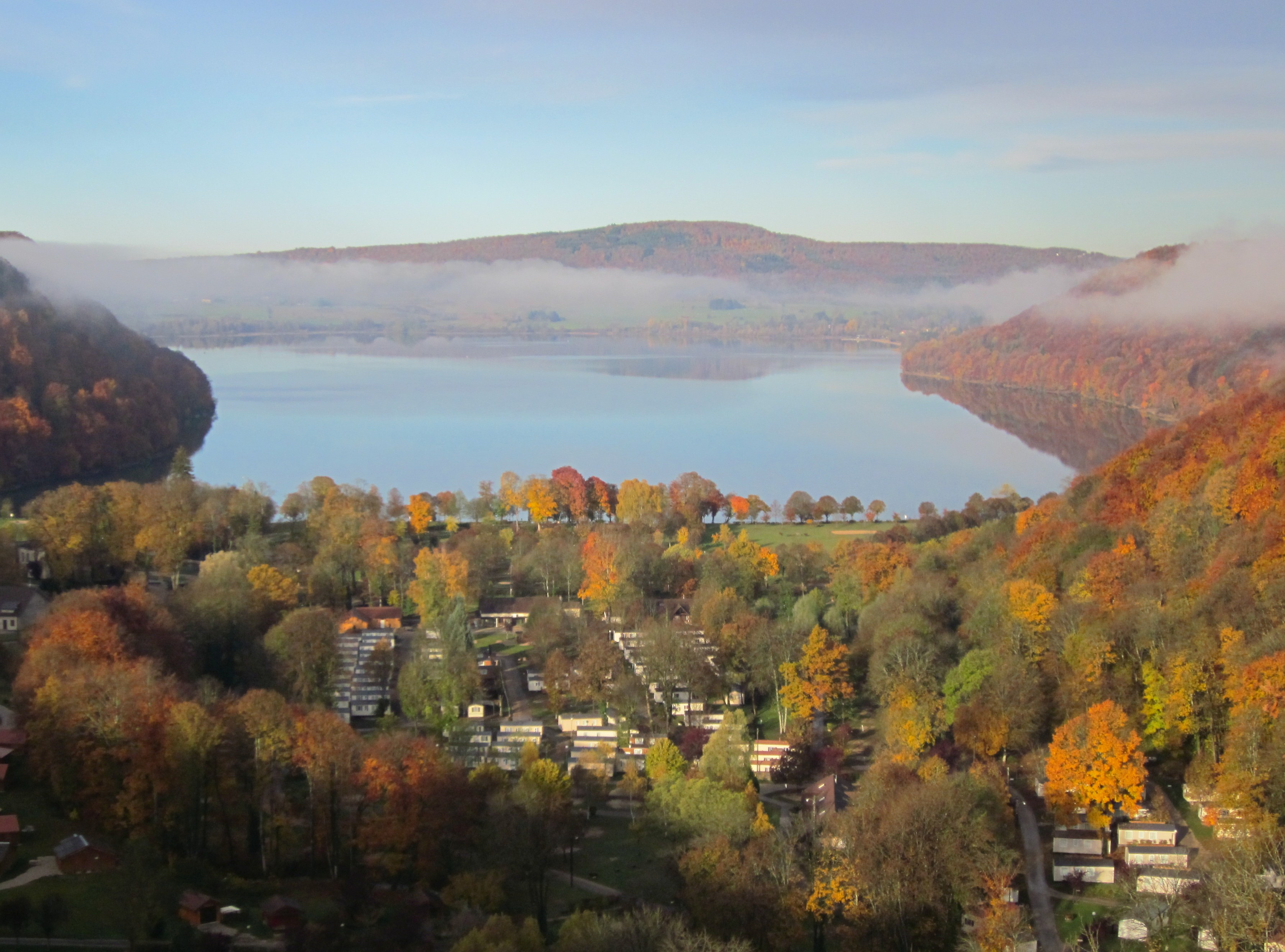
El lago de Chalain visto desde Fontenu.